# خازن تانتالیوم

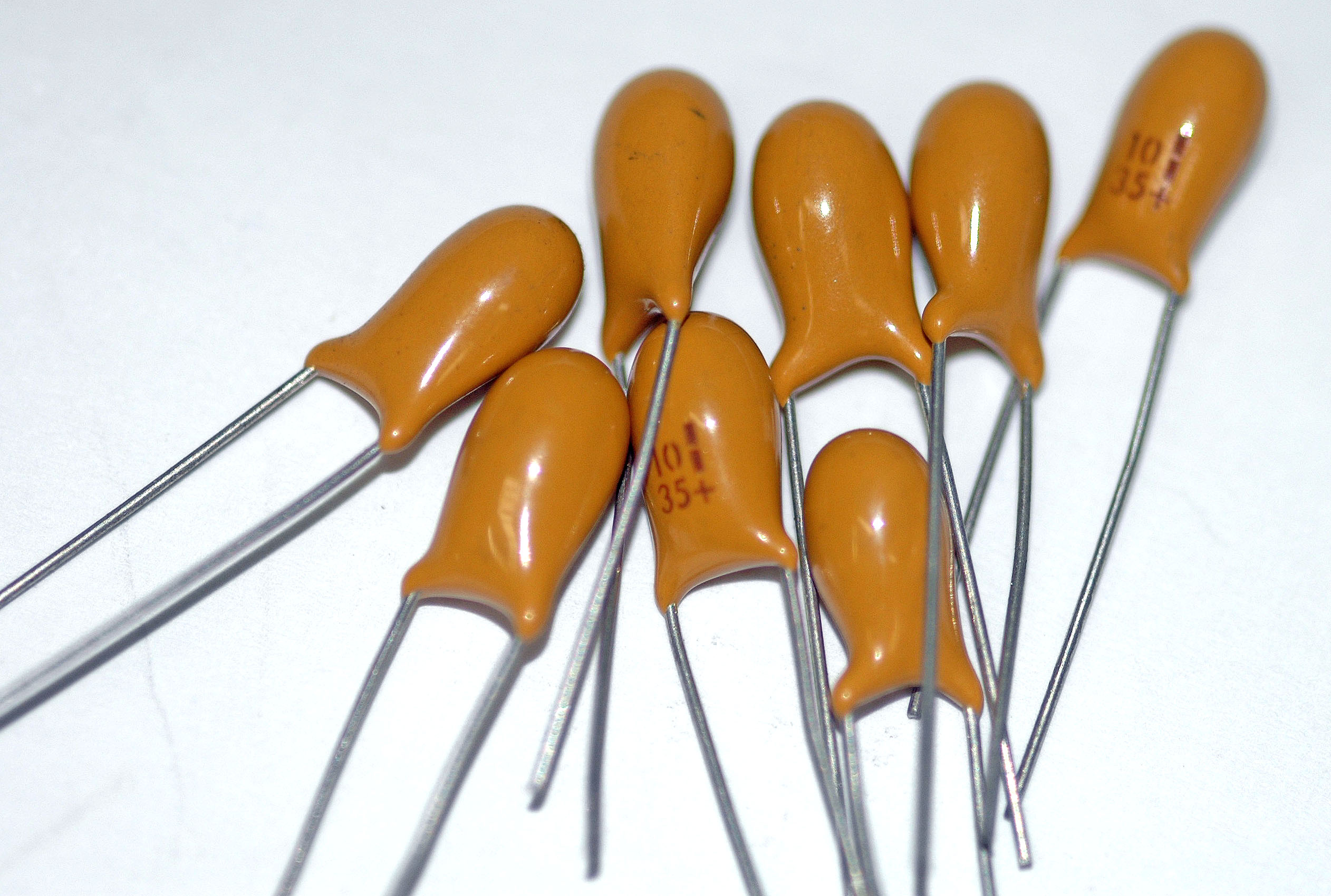

خازن تانتال نوعی خازن الکتریکی از جنس تانتال است که با لایه ای از اکسید دی الکتریک پوشانده شده‌است. عمده دلیل استفاده از این نوع خازن جنس تانتال آن است.
برتری خازن‌های تانتال نسبت به خازن‌های دیگر، وزن کم آن و داشتن ظرفیت خازنی زیاد آن است.
به دلیل گران‌قیمت بودن این نوع خازن‌ها نسبت دیگر انواع خازن، خازن تانتال فقط در قطعات تجاری و قطعاتی که کارایی در آن‌ها مهم است استفاده می‌شوند.
خازن‌های تانتالیوم انواع مختلفی دارند. از جمله: خازن تانتالیوم الکترولیتی ورقه ای (با فویل)، خازن تانتالیوم با آند متخلخل و الکترولیت مایع و خازن تانتالیوم با آند متخلخل و الکترولیت جامد.
محاسن خازن تانتالیومی نسبت به نوع آلومینیومی بدین قرار است:
الف – ابعاد کوچکتر
ب- جریان نشتی کمتر
ج- عمر کارکرد طولانی
از جمله معایب این نوع خازن درمقایسه با خازنهای آلومینیومی عبارتند از:
الف – خازن‌ها ی تانتالیوم گران‌تر هستند.
ب – نسبت به افزایش ولتاژ اعمال شده در مقابل ولتاژ مجاز آن، هم چنین معکوس شدن پلاریته حساس ترند.
ج – قابلیت تحمل جریان‌های شارژ و دشارژ زیاد را ندارند.
د – خازن‌های تانتالیوم دارای محدودیت ظرفیت هستند (حد اکثر تا ۳۳۰ میکرو فاراد ساخته می‌شوند).